# Årøsund
 Ikke at forveksle med Årø Sund.
Årøsund eller Aarøsund (tysk: Aarösund) er en havneby på spidsen af Haderslev Næs i Sønderjylland med 311 indbyggere  (2024), beliggende 19 km nordøst for Hoptrup og 15 km øst for Haderslev. Byen hører til Haderslev Kommune og ligger i Region Syddanmark.
Årøsund hører til Øsby Sogn. Øsby Kirke ligger i Øsby 5 km vest for Årøsund.

## Havnen
Byen ligger ved Årø Sund, som skiller øen Årø i Lillebælt fra Jylland. Fra havnen sejler Aarøfærgen over sundet til øen på 7 minutter. Færgen kan medtage 12 biler og 98 passagerer.
Aarøsund Fiskerihavn har pladser til erhvervsfartøjer samt bierhvervs- og fritidsfiskere. Aarøsund Lystbådehavn blev anlagt i 1988 og har 180 bådpladser. Ved havnen er der restaurant, grillbar og cafe.
Årøsund Bådebyggeri og Bedding blev grundlagt i 1968 og beskæftiger 5 bådebyggere og skibstømrere, der arbejder både med træ og glasfiber.

## Faciliteter
- Aarøsund Badehotel blev renoveret gennemgribende i 1990'erne og har 15 dobbeltværelser, to restauranter (Kejserstuen med Karen Blixens sofa-arrangement og Skipperstuen) samt møde- og selskabslokalerne Årøstuen med plads til 20 personer, Verandastuen med plads til 40 personer og den store sal med plads til 150 personer – den rummer bl.a. Victor Borges flygel.
- Ideen til Aarøsund Medborgerhus opstod i 1974, og tre lokale foreninger – Fiskeriforeningen, Bynævnet og Bådelauget – begyndte at samle penge ind ved at afholde havnefester. På 14 år indsamlede man 800 tkr., så man kunne betale huset kontant, da det blev indviet i 1989. I salen er der plads til 96 siddende personer ved foredrag, banko mv. Ved selskaber er der service til 80 personer. På 1. sal er der mødelokaler for byens foreninger.
- 2 km syd for byen ligger Gammelbro Camping med minimarked, cafeteria, svømmehal og plads til 900 overnattende gæster. Den købte i 2005 naboejendommen Årøsund Camping og blev dermed den campingplads i Danmark, der har flest tilladte enheder.
- Dannevirke Skolen 1½ km sydvest for byen ophørte som folkeskole i 1960, da der blev opført centralskole i Øsby. Under navnet Dannevirke Kostskole er den nu et socialpædagogisk opholdssted med intern skole.[2]

## Historie
Beboelser i området kan med sikkerhed dateres til jernalderen, men store forekomster af flinteredskaber peger endnu længere tilbage i historien.

### Assens-Aarøsund færgefart
Kong Valdemars jordebog beretter i 1231 om kongens overhøjhed over færgefarten mellem Årøsund og Assens på Fyn. I 1554 besluttede Kong Christian 3., at der skulle ligge et sejlskib i Aarøsund eller i Assens, så man hurtigt kunne få bragt post over. Årøsund Havns ideelle beliggenhed tæt ved sundets dybe vand, men beskyttet af øen, kan fx ses af, at Kong Christian 4. i slutningen af 1500-tallet ville bygge et skib i Haderslev – men Haderslev Fjord var sandet til, så skibet blev i stedet bygget i Årøsund..
Det kongelige postvæsen besluttede i 1640, at Assens-Årøsund-færgen – frem for Middelfart-Snoghøj-færgen – skulle være en officiel del af rigets vigtigste postrute København-Hamborg. I 1777 blev det første fyrtårn bygget på Årøsund Havn. Det nuværende fyrtårn er fra 1905.
Ruten blev sløjfet efter tabet af Sønderjylland i 1864, men i 1920 blev A/S Lillebelts-Overfarten stiftet i Assens. Foruden post fragtede ruten sukkerroer fra Sønderjylland til sukkerfabrikken i Assens og ensilage den anden vej. Ruten nød godt af den stigende biltrafik i 1950'erne og 1960'erne, men efter indvielsen af den nye Lillebæltsbro i 1970 var ruten ikke længere rentabel, og den blev lukket i 1972.

### Aarøsund Badehotel
I 1824 blev det stationære sejlskib erstattet af en mere regelmæssig overfart, og så havde man brug for en ventesal. Det nuværende Aarøsund Badehotel var dengang en 4-længet gård, som den hvide bygning overfor hotellet var en del af. En af de to staldbygninger blev revet ned og erstattet af en pompøs rød 2-etages bindingsværksbygning. I denne ventesal, der lå på hovedfærdselsåren mellem København og det meste af Europa, har kongelige, adelige og andre prominente personer ventet på færgen eller postvognen. H.C. Andersen skriver i sin rejsedagbog, at han tirsdag d. 11. november 1845 rejste fra Odense over Assens, Aarøsund, Haderslev og overnattede i Aabenraa, hvor han havde en slet nat med smerter og var i dårligt humør..
Under 1. slesvigske krig blev der i 1848 kæmpet lige uden for ventesalen. Et tårn på bygningens sydlige ende blev ramt, og forpagterfruen blev dræbt af en kanonkugle.
Under stormfloden 13. november 1872, hvor vandstanden i Haderslev-området steg til 3,3 m over normalt, undgik ventesalen og gårdens hovedbygning at blive oversvømmet, men huse nærmere ved stranden blev ødelagt. Deres beboere fik lov til at bo i gårdens hovedbygning indtil deres huse var genopført. Dermed opstod kombinationen af gård, ventesal og gæstgiveri. Den kombination varede til år 1900, hvor et tysk konsortium købte bygningerne. Den gamle hovedbygning blev fjernet, og et nyt hotel blev bygget i tysk jugendstil i 1903. Det blev bygget sammen med ventesalen, som nu er hotellets store sal, og fik navnet Færgegården (tysk: Fahrhof). Den nye forpagter havde et godt forhold til kejser Wilhelm 2. af Tyskland, og et maleri af ham fra 1905 hænger i Kejserstuen.

### Haderslev Amtsbaner
Årøsund havde endestation på Haderslev Amts Jernbaners strækning Haderslev-Årøsund (1903-1938). Efter bygningen af den gamle Lillebæltsbro og indsættelsen af lyntog i 1935 havde trafikken på den smalsporede og nedslidte Årøsund-bane mistet sin sidste berettigelse. Remisen er bevaret på Aarøsund Havn 24 som værksted for bådebyggeriet.

### Årøsund Batteri
Syd for den gamle havn ligger resterne af Årøsund Batteri fra 1. verdenskrig. Det var en del af Sikringsstilling Nord, en forsvarslinje med 900 anlæg tværs over Sønderjylland, som skulle beskytte tyskerne mod en eventuel engelsk landgang. På pynten syd for hotellet lå en bunker med 5 kanoner, som efter datidens målestok var særdeles langtrækkende, så de kunne beskyde fjendtlige krigskibe i farvandet mellem Jylland og Fyn. Man havde udstationeret udkigspersoner på Årø, som holdt øje med trafikken på vandet. I det kuperede område bag det røde hus var der bygget boligbarakker til den deling tyske soldater, som var udstationeret i Aarøsund. Man havde fra disse barakker lavet et tunnelsystem ned til bunkeren og ammunitionsdepotet, som også var placeret i det kuperede område.
En del af bunkerkomplekset forsvandt efter 1920, og ca. 1/5 er tilbage. Lokalt omtales bunkeren som "Æ Unnestan".